# Ring Groningen
De Ringweg van Groningen (Ring Groningen) is de ringweg om en door de stad Groningen. De ringweg is 20 km lang, heeft in zijn geheel de status van autoweg.

## Wegen
De tamelijk rechthoekige ring wordt vaak opgedeeld in vier delen, waarbij ieder deel van de ringweg aangeduid wordt met de hoofdwindstreek waar deze ligt. De Groninger ring bestaat uit drie genummerde wegen.
- Noordelijke Ringweg - De Noordelijke ringweg bestaat uit de N370 en heeft twee verschillende straatnamen, het westelijke deel heet Plataanlaan en gaat bij de kruising met de Bedumerweg over in de Noordzeeweg. Dit deel werd aangelegd in de jaren 1970 als onderdeel van de N46, die tot 1993 vanaf de westelijke ring naar het noorden voerde.
- Westelijke Ringweg - De westelijke ringweg is ook onderdeel van de N370 kent ook twee namen namelijk Laan 1940-1945 en deze naam verandert bij Kostverloren naar de Friesestraatweg. De Friesestraatweg werd in de jaren 1830 aangelegd als Rijksstraatweg tussen Groningen en Leeuwarden en kwam in 1839 gereed. In de jaren 1970 werd de Friesestraatweg voorbij Kostverloren afgetakt met de Laan 1940-1945 en omgebouwd tot de westelijke ringweg.
- Oostelijke Ringweg - De N46 vormt de oostelijke ringweg en heet over de gehele lengte Beneluxweg. Dit deel werd als laatste van de stad aangelegd in de jaren 1980 en kwam in 1986 gereed.
- Zuidelijke Ringweg - De zuidelijke ringweg is onderdeel van Rijksweg 7 en heet Weg der Verenigde Naties. De weg werd aangelegd tussen 1962 en 1971 en kwam daarmee als eerste ringweg van Groningen gereed. De weg kreeg in de loop der jaren een te lage capaciteit voor de verkeersstromen; er is daarom in 2016 begonnen met het verdiept aanleggen van de hoofdrijbaan vanaf het Julianaplein tot aan het Europaplein, die met drie overkappingen ("deksels") zijn afgedekt. Daarnaast werden op maaiveldniveau parallelwegen aangelegd. Bovendien is het knooppunt Julianaplein ongelijkvloers gemaakt, evenals de aansluiting op de Westelijke Ringweg.[1] Op 1 september 2024 werd de vernieuwde Zuidelijke Ringweg geopend.[2]

## Knooppunten
Belangrijke knooppunten in de ring zijn:
- Julianaplein verbindt de Zuidelijke Ringweg met de A28 uit de richtingen Assen, Zwolle en Utrecht met de A7 uit de richtingen Drachten, Zaandam en Hoogezand, Winschoten.
- Vrijheidsplein verbindt met een ongelijkvloerse rotonde de A7 vanuit Drachten met de Westelijke Ringweg.
- Peizerweg verbonden met op- en afritten, die doorsneden worden door een Busbaan. Hier zijn verkeerslichten met alleen geel en rood geplaatst.[3]
- Reitdiep (Friesestraatweg) verbindt de Westelijke en Noordelijke Ringweg met de Friesestraatweg uit Aduard.
- Boterdiep (Noorderhoogebrug) verbindt de Noordelijke Ringweg met de Oostelijke ringweg die doorloopt naar Bedum.
- Euvelgunne heeft in 2009 de aansluiting van de A7 uit Hoogezand overgenomen van het Europaplein.

## Werkzaamheden
De afgelopen jaren hebben diverse werkzaamheden aan de ringweg plaatsgevonden.
- Ongelijkvloers maken kruising Hoendiep (voltooid in 2006).
- Onder het Julianaplein is een onderdoorgang met tunnels gemaakt die de A28 onder de N7 aansluit op het Emmaviaduct.
- Aan de zuidoostkant van de ringweg zijn de werkzaamheden uitgevoerd. Daar is begin 2009 de nieuwe aansluiting van de Ringweg op de A7 naar Hoogezand gerealiseerd. Deze nieuwe aansluiting heet het Euvelgunnetracé.
- De functie van het Vrijheidsplein is gewijzigd door de komst van bypasses en nieuwe afslagen voor Laan Corpus den Hoorn en het Stadspark.
- Aan de noordwestkant is het knooppunt tussen de Noordelijke, Westelijke Ringweg, de N355 en de Prof. Uilkensweg verbeterd (Reitdiepplein).
- Aan de noordkant is de aansluiting met de Bedumerweg ongelijkvloers gemaakt.
- Langs de volledige Oostelijke Ringweg zijn alle kruispunten vervangen door ongelijkvloerse kruisingen.
- Bij de Europaweg is een afrit verlegd. De nieuwe afrit komt bij de Herinweg uit.
- Bij de Bornholmstraat is een nieuwe oprit naar de N7. De oprit gaat richting het Julianaplein.